# Список дивизий Императорской армии Японии
Список дивизий Императорской армии Японии содержит перечень дивизионных подразделений сухопутной армии Японской империи во время Второй мировой войны.
Наиболее распространёнными (220 дивизий) были пехотные, которые можно разделить на: стандартные (средняя численность — 19 770), усиленные (бронетехникой) и оккупационные. Также нередко к ним добавляют 3 гвардейские дивизии, сформированных из императорской гвардии). Ко времени атаки на Пёрл-Харбор существовали 50 пехотных дивизий, почти все из них находились за пределами четырёх главных японских островов. После вступления страны в мировую войну были сформированы 173 дивизии, 56 из которых были предназначены только для обороны метрополии.
Другим типом дивизий сухопутных войск были танковые дивизии. 4 такие дивизии были сформированы в 1942—1944 годах. Также была создана одна парашютная дивизия.

## Пехотные дивизии
- 1-я гвардейская дивизия
- 2-я гвардейская дивизия
- 3-я гвардейская дивизия
- 1-я дивизия
- 2-я дивизия
- 3-я дивизия
- 4-я дивизия
- 5-я дивизия
- 6-я дивизия
- 7-я дивизия
- 8-я дивизия
- 9-я дивизия
- 10-я дивизия
- 11-я дивизия
- 12-я дивизия
- 13-я дивизия
- 14-я дивизия
- 15-я дивизия
- 16-я дивизия
- 17-я дивизия
- 18-я дивизия
- 19-я дивизия
- 20-я дивизия
- 21-я дивизия
- 22-я дивизия
- 23-я дивизия
- 24-я дивизия
- 25-я дивизия
- 26-я дивизия
- 27-я дивизия
- 28-я дивизия
- 29-я дивизия
- 30-я дивизия
- 31-я дивизия
- 32-я дивизия
- 33-я дивизия
- 34-я дивизия
- 35-я дивизия
- 36-я дивизия
- 37-я дивизия
- 38-я дивизия
- 39-я дивизия
- 40-я дивизия
- 41-я дивизия
- 42-я дивизия
- 43-я дивизия
- 44-я дивизия
- 45-я дивизия
- 46-я дивизия
- 47-я дивизия
- 48-я дивизия
- 49-я дивизия
- 50-я дивизия
- 51-я дивизия
- 52-я дивизия
- 53-я дивизия
- 54-я дивизия
- 55-я дивизия
- 56-я дивизия
- 57-я дивизия
- 58-я дивизия
- 59-я дивизия
- 60-я дивизия
- 61-я дивизия
- 62-я дивизия
- 63-я дивизия
- 64-я дивизия
- 65-я дивизия
- 66-я дивизия
- 67-я дивизия
- 68-я дивизия
- 69-я дивизия
- 70-я дивизия
- 71-я дивизия
- 72-я дивизия
- 73-я дивизия
- 77-я дивизия
- 79-я дивизия
- 81-я дивизия
- 84-я дивизия
- 86-я дивизия
- 88-я дивизия
- 89-я дивизия
- 91-я дивизия
- 93-я дивизия
- 94-я дивизия
- 96-я дивизия
- 100-я дивизия
- 101-я дивизия
- 102-я дивизия
- 103-я дивизия
- 104-я дивизия
- 105-я дивизия
- 106-я дивизия
- 107-я дивизия
- 108-я дивизия
- 109-я дивизия
- 110-я дивизия
- 111-я дивизия
- 112-я дивизия
- 114-я дивизия
- 115-я дивизия
- 116-я дивизия
- 117-я дивизия
- 118-я дивизия
- 119-я дивизия
- 120-я дивизия
- 121-я дивизия
- 122-я дивизия
- 123-я дивизия
- 124-я дивизия
- 125-я дивизия
- 126-я дивизия
- 127-я дивизия
- 128-я дивизия
- 129-я дивизия
- 130-я дивизия
- 131-я дивизия
- 132-я дивизия
- 133-я дивизия
- 134-я дивизия
- 135-я дивизия
- 136-я дивизия
- 137-я дивизия
- 138-я дивизия
- 139-я дивизия
- 140-я дивизия
- 142-я дивизия
- 143-я дивизия
- 144-я дивизия
- 145-я дивизия
- 146-я дивизия
- 147-я дивизия
- 148-я дивизия
- 149-я дивизия
- 150-я дивизия
- 151-я дивизия
- 152-я дивизия
- 153-я дивизия
- 154-я дивизия
- 155-я дивизия
- 156-я дивизия
- 157-я дивизия
- 158-я дивизия
- 160-я дивизия
- 161-я дивизия
- 201-я дивизия
- 202-я дивизия
- 205-я дивизия
- 206-я дивизия
- 209-я дивизия
- 212-я дивизия
- 214-я дивизия
- 216-я дивизия
- 221-я дивизия
- 222-я дивизия
- 224-я дивизия
- 225-я дивизия
- 229-я дивизия
- 230-я дивизия
- 231-я дивизия
- 234-я дивизия
- 303-я дивизия
- 308-я дивизия
- 312-я дивизия
- 316-я дивизия
- 320-я дивизия
- 321-я дивизия
- 322-я дивизия
- 344-я дивизия
- 351-я дивизия
- 354-я дивизия
- 355-я дивизия

## Танковые дивизии
- 1-я танковая дивизия
- 2-я танковая дивизия
- 3-я танковая дивизия
- 4-я танковая дивизия

## Зенитные дивизии
- 1-я зенитная дивизия
- 2-я зенитная дивизия
- 3-я зенитная дивизия
- 4-я зенитная дивизия